# 8021 Walter
8021 Walter este un asteroid din centura principală de asteroizi.

## Descriere
8021 Walter este un asteroid din centura principală de asteroizi. A fost descoperit pe 22 octombrie 1990 la Observatorul Palomar de Carolyn S. Shoemaker și David H. Levy. Asteroidul prezintă o orbită caracterizată de o semiaxă mare de 2,37 ua, o excentricitate de 0,22 și o înclinație de 23,8° în raport cu ecliptica.